# ویروس هرپس سیمپلکس

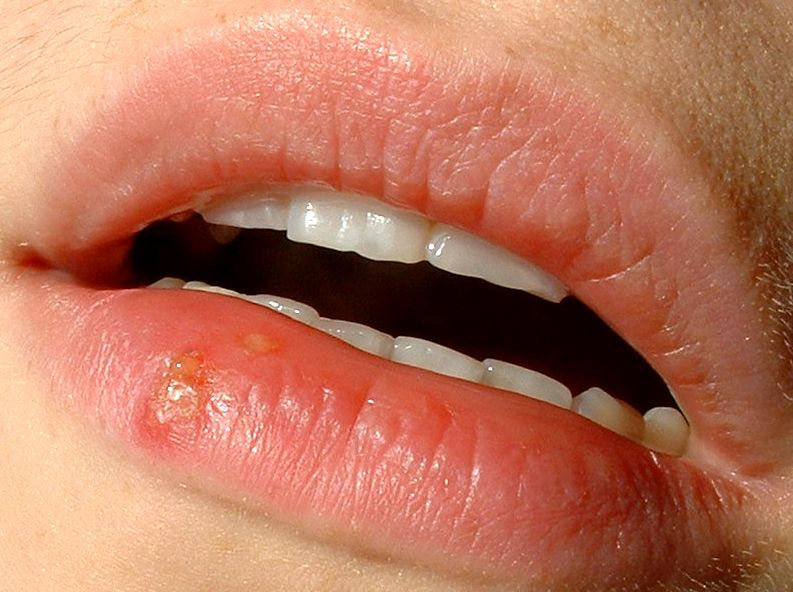
تاول‌های ناشی از ویروس هرپس سیمپلکس بر لب.

'ویروس‌های هرپس سیمپلکس ۱ و ۲ (به انگلیسی: Herpes simplex virus 1 and 2) با کوته‌نوشت اِچ‌اِس‌وی-۱ و اِچ‌اِس‌وی-۲ (به انگلیسی: HSV-1 and HSV-2)، از مهم‌ترین ویروس‌های بیماری‌زای انسانی هستند. ویروس هرپس سیمپلکس ۱، موجب تب‌خال لب و ویروس هرپس سیمپلکس ۲، موجب تب‌خال تناسلی می‌شود. این ویروس‌ها بسیار شایع و مسری می‌باشند. HSV-1 از طریق بزاق آلوده منتقل می‌شود اما HSV-2 از طریق تماس جنسی انتقال پیدا می‌کند. ژنوم ویروس به شکل DNA خطی دو رشته‌ای است. ویروس به شکل ۲۰ وجهی است و دارای پوشش (انولوپ) لیپیدی دولایه‌است. خراش‌های پوستی موجب انتقال ویروس به پوست می‌شوند. پوست سالم مانع نفوذ ویروس به بدن می‌شود. این ویروس‌ها، سلول‌های عصبی را آلوده می‌سازند و ممکن است به‌طور مخفی در سلول‌های عصبی به حالت خفته درآیند. بر اثر تحریک مانند فشارهای عصبی و احساسی، ویروس از حالت خفته به حالت فعال در می‌آید. ویروس از طریق آکسون‌های عصبی به پوست برمی‌گردد و در آنجا تکثیر پیدا کرده و ایجاد تب‌خال می‌کند. ویروس‌های هرپس سیمپلکس می‌توانند مناطق گوناگونی از بدن را آلوده سازند مانند ایجاد ضایعات در دهان و گلو، التهاب قرنیه و ملتحمه چشم (کراتوکونژکتیویت)، تب خال‌های پوستی و انسفالیت.